# Thomas William Allen
Thomas William Allen (* 9. Mai 1862 in Camden, London; † 30. April 1950 in Oxford) war ein britischer Altphilologe (Gräzist).

## Leben
Allen war Fellow und Tutor am Queen’s College in Oxford. Er arbeitete hauptsächlich zu Homer. Von ihm stammt die fünfbändige Homer-Ausgabe in den Oxford Classical Texts.

## Schriften (Auswahl)
- Notes on Abbreviations in Greek Manuscripts. Oxford University Press, Oxford 1889; Textarchiv – Internet Archive.
- The Homeric Catalogue of Ships. Clarendon Press of Oxford University Press, Oxford 1921; Textarchiv – Internet Archive.
- Homer. The Origins and the Transmission. Clarendon Press of Oxford University Press, Oxford 1924 (hathitrust.org).